# Cruz Cabugá
Antônio Gonçalves da Cruz (Recife, 1775 — Bolívia, 1833), mais conhecido como Cruz Cabugá, foi um revolucionário e embaixador brasileiro, peça importante da Revolução Pernambucana de 1817.

## Biografia
Nasceu no Recife no final do Século XVIII. Comerciante, tinha grande círculo de amizades, convidando para festas em sua residência, com o interesse de aliciar para a maçonaria. Era um mulato rico, solteiro, farrista e apreciador dos prazeres da vida  O apelido "Cabugá" lhe foi posto na ourivesaria de seu pai, por conta de certa dificuldade de dicção dele.
A Revolução Pernambucana eclodiu contra a corte portuguesa, e os revolucionários trataram de logo de consolidar e organizar a República. E, para presidir o Erário, foi nomeado o comerciante Antônio Gonçalves da Cruz Cabugá. O governador de Pernambuco Caetano Pinto de Miranda Montenegro foi deposto e Cruz Cabugá foi enviado como embaixador para os Estados Unidos em busca de reconhecimento da nova nação.
A missão nos Estados Unidos tinha 3 principais finalidades, além do reconhecimento do governo: conseguir dinheiro, conseguir armamento e entrar em contato com oficiais franceses partidários de Napoleão Bonaparte.
Em sua negociação, conseguiu que o americano Charles Ray fosse nomeado Cônsul-Geral dos Estados Unidos no Recife, o que dava uma feição oficial ao reconhecimento da nova nação.
Com a derrota do movimento revolucionário, Cruz Cabugá foi condenado à pena de morte, razão por que permaneceu nos Estados Unidos. Após a independência do Brasil, em 1822, teve a pena de morte revogada e se tornou Cônsul Geral do Brasil naquele país. Depois retornou ao Brasil, ficando no Rio de Janeiro. Foi, então, nomeado Cônsul Geral do Brasil na Bolívia, mudando-se para aquele país, onde morreu em 1833.